# بطولة العالم للراليات موسم 2023
بطولة العالم للراليات موسم 2023 (بالإنجليزية: 2023 World Rally Championship) هي النسخة الحادي والخمسين من بطولة العالم للراليات وهي بطولة سباق سيارات تعتبر أعلى فئة للراليات من قبل الاتحاد الدولي للسيارات. تتنافس الفرق والأطقم على بطولة العالم للراليات للسائقين ومساعديهم المشاركين والمصنعين.
تتمتع الأطقم بحرية التنافس في السيارات التي تتوافق مع لوائح كل فئة، من رالي 1 إلى رالي 5 ؛ ولكن الشركات المصنعة هي فقط من يتنافس على بطولة رالي 1 ذات السيارات الهجينة المؤهلة لتسجيل نقاط في البطولة. بدأت البطولة في يناير 2023 برالي مونت كارلو ومن المتوقع أن تختتم سلسلة السباقات في نوفمبر 2023 برالي اليابان. في كل حدث من السلسلة مدعومة ببطولة لراليات الفئة 2 وبطولة لراليات الفئة 3.
يدافع كالي روفانبيرا ومساعده جون هالتونين عن لقب أبطال السائقين، بعد أن حصلوا على اللقب الأول في رالي نيوزيلندا 2022.
وفقد متسابق إيرلندي حياته في أحد السباقات حيث توفي السائق كريغ برين في حادث خلال التجارب ما قبل رالي كرواتيا 2023.

## جدول السباقات
| الجولة | بداية الرالي | نهاية الرالي | الرالي                  | النقاط الرئيسية للرالي          | نوع الطريق | مراحل خاصة | المسافة   | مرجع.  |
| ------ | ------------ | ------------ | ----------------------- | ------------------------------- | ---------- | ---------- | --------- | ------ |
| 1      | 19 يناير     | 22 يناير     | رالي مونت كارلو         | مونت كارلو، موناكو              | مختلط      | 18         | 325.02 كم | [ 2 ]  |
| 2      | 9 فبراير     | 12 فبراير    | رالي السويد             | أوميو، وستربوتن                 | ثلجي       | 18         | 301.18 كم | [ 3 ]  |
| 3      | 16 مارس      | 19 مارس      | رالي غواناخواتو المكسيك | ليون، ولاية غواناخواتو، المكسيك | حصوية      | 23         | 315.69 كم | [ 4 ]  |
| 4      | 20 أبريل     | 23 أبريل     | رالي كرواتيا            | زغرب                            | أسفلت      | 20         | 301.26 كم | [ 5 ]  |
| 5      | 11 مايو      | 14 مايو      | رالي البرتغال           | ماتوسينهوس، بورتو               | حصوية      | 19         | 329.06 كم | [ 6 ]  |
| 6      | 1 يونيو      | 4 يونيو      | رالي سردينيا            | ألغيرو، سردينيا                 | حصوية      | 19         | 334.05 كم | [ 7 ]  |
| 7      | 22 يونيو     | 25 يونيو     | رالي سفاري كينيا        | نيروبي                          | حصوية      | 19         | 362.68 كم | [ 8 ]  |
| 8      | 20 يوليو     | 23 يوليو     | رالي إستونيا            | تارتو، مقاطعة تارتو             | حصوية      | 21         | 300.70 كم | [ 9 ]  |
| 9      | 3 أغسطس      | 6 أغسطس      | رالي فنلندا             | يوفاسكولا، فنلندا الوسطى        | حصوية      | 22         | 320.56 كم | [ 10 ] |
| 10     | 7 سبتمبر     | 10 سبتمبر    | رالي أكروبوليس اليونان  | لمياء، وسط اليونان              | حصوية      | غير معلن   | غير معلن  |        |
| 11     | 28 سبتمبر    | 1 أكتوبر     | رالي تشيلي              | كونثبثيون، إقليم بيو بيو، تشيلي | حصوية      | غير معلن   | غير معلن  |        |
| 12     | 26 أكتوبر    | 29 أكتوبر    | رالي وسط أوروبا         | باساو، بافاريا، ألمانيا         | أسفلت      | غير معلن   | غير معلن  |        |
| 13     | 16 نوفمبر    | 19 نوفمبر    | رالي اليابان            | ناغويا، منطقة تشوبو             | أسفلت      | غير معلن   |           |        |
| مرجع:  |              |              |                         |                                 |            |            |           |        |